# Марія Луїза Орлеанська
Марія Луїза Орлеанська (фр. Marie Louise d'Orléans, ісп. María Luisa de Orleans; 26 березня 1662, Париж, Франція — 12 лютого 1689, Мадрид, Іспанія) — королева Іспанії за шлюбом із Карлом II Габсбургом. Дочка герцога Орлеанського Філіппа I та англійської принцеси Генрієтти Стюарт.

## Дитинство

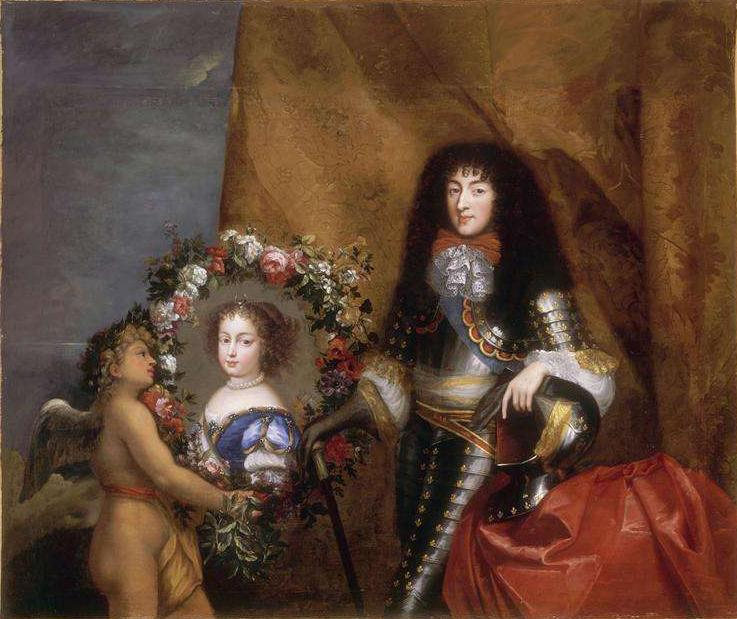
Філіпп I, герцог Орлеанський, з улюбленою дочкою. П'єр Міньяр, близько 1670

Марія Луїза Орлеанська народилася в Пале-Рояль у Парижі. Вона була старшою дочкою Філіппа I, герцога Орлеанського, та його першої дружини — англійської принцеси Генрієтти Стюарт. Як онучка Франції (фр. petite-fille de France) отримала форму звертання Її Королівська Високість, хоча при королівському дворі у Версалі до неї частіше зверталися мадемуазель Орлеанська (фр. Mademoiselle d'Orléans).
Чарівна, красива та граційна, Марія Луїза, улюблена дочка батька, мала щасливе дитинство, проводячи більшість часу в Пале-Рояль, у замку Сен-Клу, в кількох кілометрах на захід від Парижа. Марія Луїза проводила багато часу з обома своїми бабусями — Анною Австрійською, яка залишила онуці більшу частину свого спадку після смерті у 1666 році, та Генрієттою Марією Французькою, яка жила у Коломбі.

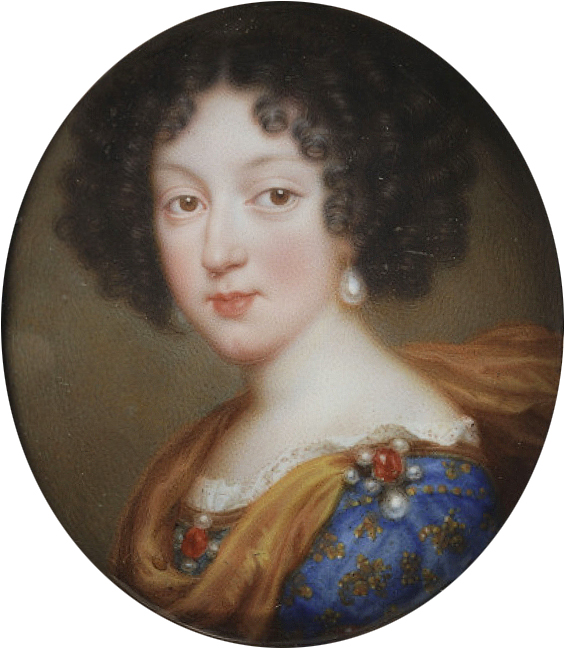
Мініатюра роботи Жана Петіто, 1678

Мати Марії Луїзи померла у 1670 році. Наступного року батько одружився із Єлизаветою-Шарлоттою Пфальцькою. Протягом решти життя Марія Луїза радо листувалася зі своєю мачухою.

## Королева Іспанії
У липні 1679 року Філіпп Орлеанський, батько Марії, та король Луї XIV, дядько, повідомили її про заручини з іспанським королем Карлом II. Засмучена шлюбом за домовленістю, Марія Луїза проводила більшість часу плачучи, відколи закохалася у свого двоюрідного брата Людовика. Шлюб за дорученням відбувся у палаці Фонтенбло 30 серпня 1679 року; замість нареченого на весіллі був Луї Арман I, принц де Конті. До середини вересня відбувалися формальні події на честь нової королеви Іспанії. Перед від'їздом Марія Луїза відвідала монастир Валь-де-Ґрас, де зберігалося серце її матері. Після від'їзду вона більше ніколи не повернулася до Франції.
19 листопада 1679 року Марія Луїза одружилася із Карлом II особисто у Кінтанапальї поблизу Бургоса. Це було початком самотнього проживання при іспанському королівському дворі. Її чоловік закохався у неї і кохав її до кінця життя. Однак обмежувальний етикет іспанського двору та невдалі спроби народити дитину змусили королеву страждати. Найбільш частим компаньйоном королеви була дружина французького посла Марі Жиго де Беллефонд, маркіза де Вільяр.
Після десяти років шлюбу подружжя не мало дітей. Марія Луїза повідомляла французькому послові, що

| вона справді більше не була незайманою, але, наскільки вона могла зрозуміти, вона вірила, що ніколи не матиме дітей. |
| |

Відомо, що королева Марія Луїза полюбляла солодкі напої з лимоном і корицею, для приготування яких було необхідно 32 фунти цукру. Після прогулянки верхи 11 лютого 1689 року королева відчула сильний біль у животі, через що вона була змушена пролежати в ліжку весь вечір. Коли лікарі заявили, що її неможливо врятувати, було викликано сповідників для порятунку душі Марії Луїзи.
Лежачи на смертному одрі, Марія Луїза сказала своєму чоловікові:

| Багато жінок можуть бути з Його Величністю, але ніхто не кохатиме його так, як це робила я |
| —                                                                                          |

Марія Луїза померла у ніч із 11 на 12 лютого 1989 року.
Після смерті королеви ходили чутки, що її отруїла Олімпія Манчині за наказом Маріанни Австрійської, королеви-матері, через бездітність Марії Луїзи. Іншою імовірною версією смерті Марії Луїзи є апендицит.

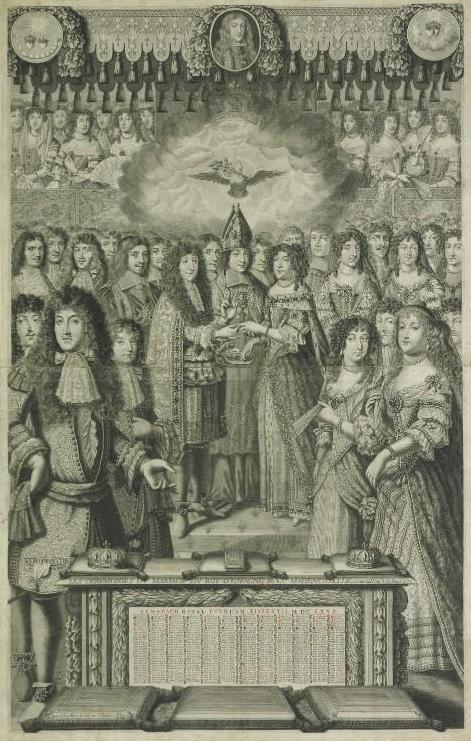
Шлюб за дорученням, 30 серпня 1679 року
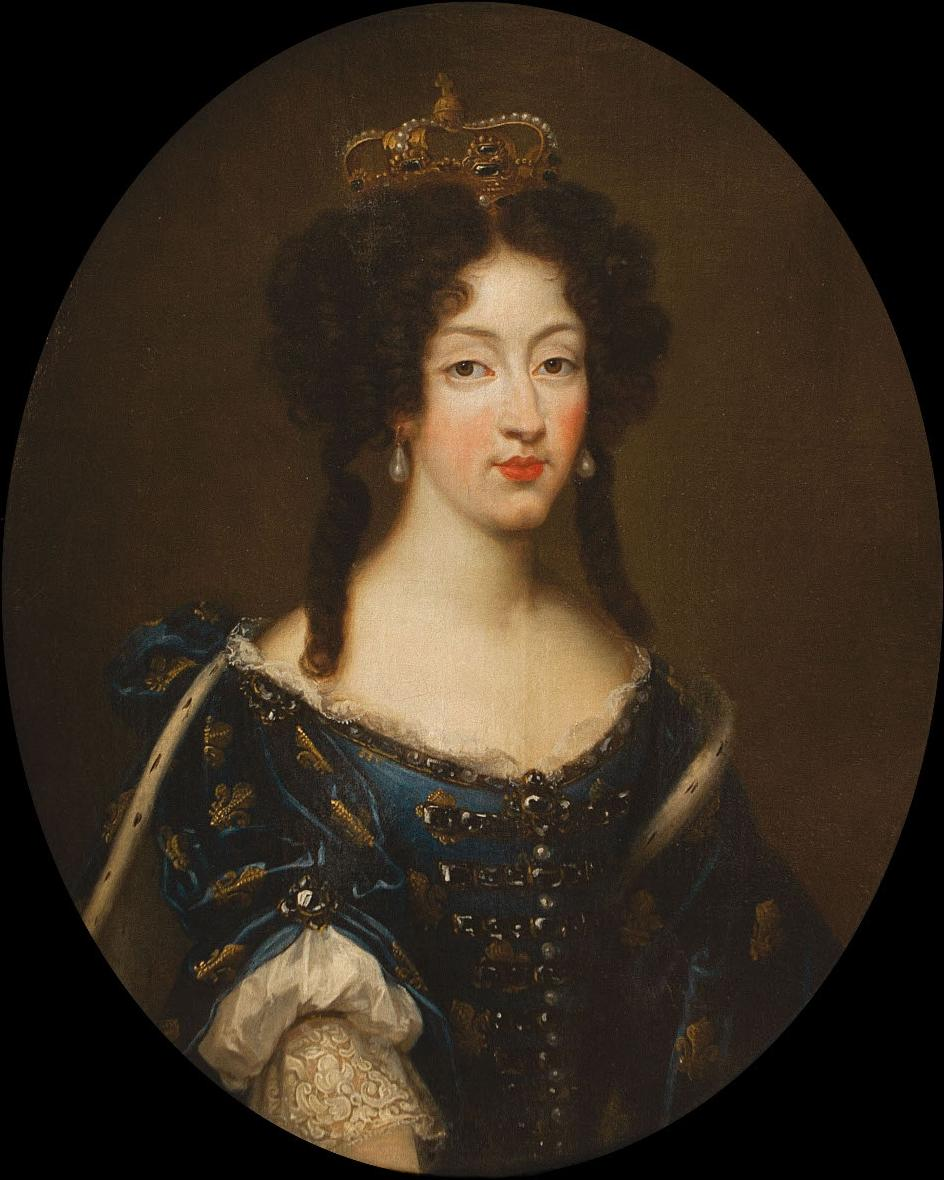
Робота П'єра Міньяра, 1679
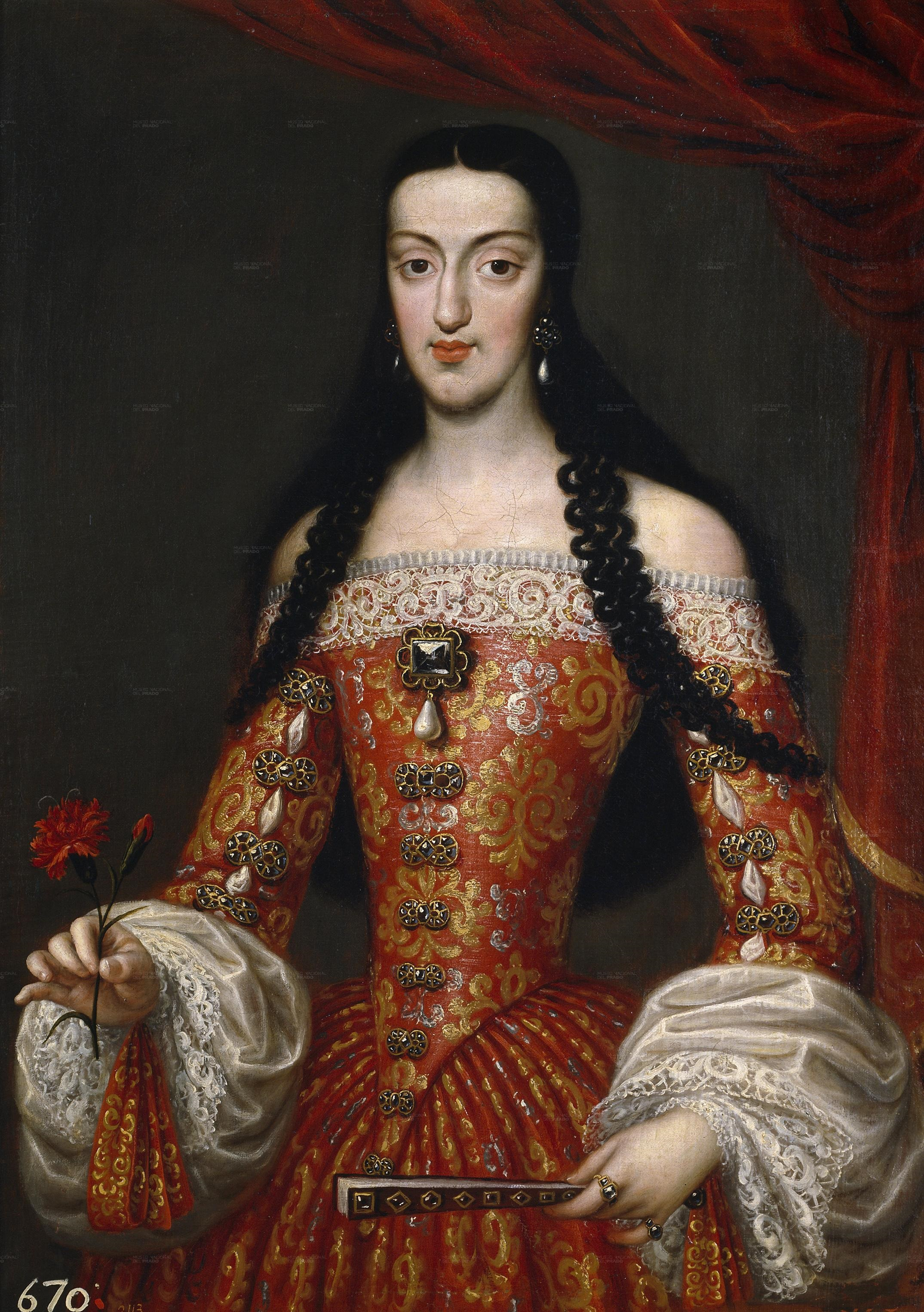
Марія Луїза, королева Іспанії

## Генеалогія
| Філіп III | Філіп III | Філіп III | Філіп III | Філіп III        | Філіп III        |                  |                  | Маргарита Австрійська | Маргарита Австрійська | Маргарита Австрійська | Маргарита Австрійська | Маргарита Австрійська | Маргарита Австрійська |          |          | Генріх IV    | Генріх IV    | Генріх IV    | Генріх IV    | Генріх IV    | Генріх IV    |  |  | Марія Медічі               | Марія Медічі               | Марія Медічі               | Марія Медічі               | Марія Медічі               | Марія Медічі               |                  |                  | Яків I           | Яків I           | Яків I           | Яків I           | Яків I        | Яків I        |               |               | Анна Данська  | Анна Данська  | Анна Данська | Анна Данська | Анна Данська | Анна Данська |
| Філіп III | Філіп III | Філіп III | Філіп III | Філіп III        | Філіп III        |                  |                  | Маргарита Австрійська | Маргарита Австрійська | Маргарита Австрійська | Маргарита Австрійська | Маргарита Австрійська | Маргарита Австрійська |          |          | Генріх IV    | Генріх IV    | Генріх IV    | Генріх IV    | Генріх IV    | Генріх IV    |  |  | Марія Медічі               | Марія Медічі               | Марія Медічі               | Марія Медічі               | Марія Медічі               | Марія Медічі               |                  |                  | Яків I           | Яків I           | Яків I           | Яків I           | Яків I        | Яків I        |               |               | Анна Данська  | Анна Данська  | Анна Данська | Анна Данська | Анна Данська | Анна Данська |
|           |           |           |           |                  |                  |                  |                  |                       |                       |                       |                       |                       |                       |          |          |              |              |              |              |              |              |  |  |                            |                            |                            |                            |                            |                            |                  |                  |                  |                  |                  |                  |               |               |               |               |               |               |              |              |              |              |
|           |           |           |           |                  |                  |                  |                  |                       |                       |                       |                       |                       |                       |          |          |              |              |              |              |              |              |  |  |                            |                            |                            |                            |                            |                            |                  |                  |                  |                  |                  |                  |               |               |               |               |               |               |              |              |              |              |
|           |           |           |           | Анна Австрійська | Анна Австрійська | Анна Австрійська | Анна Австрійська | Анна Австрійська      | Анна Австрійська      |                       |                       |                       |                       |          |          | Людовик XIII | Людовик XIII | Людовик XIII | Людовик XIII | Людовик XIII | Людовик XIII |  |  | Генрієтта Марія Французька | Генрієтта Марія Французька | Генрієтта Марія Французька | Генрієтта Марія Французька | Генрієтта Марія Французька | Генрієтта Марія Французька |                  |                  |                  |                  |                  |                  | Карл I Стюарт | Карл I Стюарт | Карл I Стюарт | Карл I Стюарт | Карл I Стюарт | Карл I Стюарт |              |              |              |              |
|           |           |           |           | Анна Австрійська | Анна Австрійська | Анна Австрійська | Анна Австрійська | Анна Австрійська      | Анна Австрійська      |                       |                       |                       |                       |          |          | Людовик XIII | Людовик XIII | Людовик XIII | Людовик XIII | Людовик XIII | Людовик XIII |  |  | Генрієтта Марія Французька | Генрієтта Марія Французька | Генрієтта Марія Французька | Генрієтта Марія Французька | Генрієтта Марія Французька | Генрієтта Марія Французька |                  |                  |                  |                  |                  |                  | Карл I Стюарт | Карл I Стюарт | Карл I Стюарт | Карл I Стюарт | Карл I Стюарт | Карл I Стюарт |              |              |              |              |
|           |           |           |           |                  |                  |                  |                  |                       |                       |                       |                       |                       |                       |          |          |              |              |              |              |              |              |  |  |                            |                            |                            |                            |                            |                            |                  |                  |                  |                  |                  |                  |               |               |               |               |               |               |              |              |              |              |
|           |           |           |           |                  |                  |                  |                  |                       |                       | Філіпп I              | Філіпп I              | Філіпп I              | Філіпп I              | Філіпп I | Філіпп I |              |              |              |              |              |              |  |  |                            |                            |                            |                            |                            |                            | Генрієтта Стюарт | Генрієтта Стюарт | Генрієтта Стюарт | Генрієтта Стюарт | Генрієтта Стюарт | Генрієтта Стюарт |               |               |               |               |               |               |              |              |              |              |
|           |           |           |           |                  |                  |                  |                  |                       |                       | Філіпп I              | Філіпп I              | Філіпп I              | Філіпп I              | Філіпп I | Філіпп I |              |              |              |              |              |              |  |  |                            |                            |                            |                            |                            |                            | Генрієтта Стюарт | Генрієтта Стюарт | Генрієтта Стюарт | Генрієтта Стюарт | Генрієтта Стюарт | Генрієтта Стюарт |               |               |               |               |               |               |              |              |              |              |
|           |           |           |           |                  |                  |                  |                  |                       |                       |                       |                       |                       |                       |          |          |              |              |              |              |              |              |  |  |                            |                            |                            |                            |                            |                            |                  |                  |                  |                  |                  |                  |               |               |               |               |               |               |              |              |              |              |
|           |           |           |           |                  |                  |                  |                  |                       |                       |                       |                       |                       |                       |          |          |              |              |              |              | Марія Луїза  |              |  |  |                            |                            |                            |                            |                            |                            |                  |                  |                  |                  |                  |                  |               |               |               |               |               |               |              |              |              |              |